# Johnny Gargano
Johnny Anthony Nicholas Gargano (Lakewood, Cleveland, Ohio, 14 augustus 1987) is een Amerikaans professioneel worstelaar die sinds 2015 actief is in de World Wrestling Entertainment.
Gargano startte zijn carrière in 2005 en heeft gewerkt voor Cleveland All Pro Wrestling (CAPW). Over de jaren heen heeft Gargano voor verschillende onafhankelijk organisaties gewerkt waaronder Chikara, Dragon Gate (DGUSA), Evolve en Pro Wrestling Guerrilla (PWG). Hij won verschillende titels, onder ander het Chikara Campeonatos de Parejas, Evolve Tag Team Championship en DGUSA's Open the Freedom Gate Championship. Gedurende zijn tijd bij het onafhankelijk circuit, maakte hij tevens verschijning bij grote organisaties met name als Ring of Honor (ROH) en Total Nonstop Action Wrestling (TNA).
In juni 2015 nam Gargano deel aan proefkamp in WWE. Daarna begon hij te verschijnen in NXT en tekende in april 2016 bij WWE. Hij vormde een tag team genaamd #DIY met Tommaso Ciampa en wonnen één keer het NXT Tag Team Championship. Na de splitsing van het team, voegde Gargano het NXT North American Championship aan zijn prijzenkast toe in januari 2019 en daarna ook gelijk het NXT Championship in april in datzelfde jaar. Hiermee is Gargano de eerste NXT Triple Crown Champion.

## Prestaties
- Absolute Intense Wrestling
  - AIW Absolute Championship (1 keer)[12]
  - AIW Intense Championship (2 keer)[12]
  - Gauntlet for the Gold (2012)[13]
  - Jack of All Trios (2010) - met Flip Kendrick en Louis Lyndon[14]
- CBS Sports
  - Feud of the Year (2018) vs. Tommaso Ciampa[15]
  - Feud of the Year (2019) vs. Adam Cole[16]
  - Match of the Year (2019) vs. Adam Cole bij het evenement NXT TakeOver: New York[16]
  - NXT Match of the Year (2018) vs. Andrade Cien Almas bij het evenement NXT TakeOver: Philadelphia[15]
  - WWE Male Wrestler of the Year (2018)[15]
- Championship Wrestling Experience
  - CWE Undisputed Championship (1 keer)[12]
- Chikara
  - Chikara Campeonatos de Parejas (2 keer) – met Chuck Taylor[12]
  - The Countdown Showdown (2010)
- Cleveland All–Pro Wrestling
  - CAPW Junior Heavyweight Championship (1 keer)[12]
- DDT Pro-Wrestling
  - Ironman Heavymetalweight Championship (1 keer)[12]
- Dragon Gate USA/Evolve Wrestling
  - Evolve Tag Team Championship (1 keer, inaugureel) – met Drew Galloway[12]
  - Open the Freedom Gate Championship (2 keer)[12]
  - Open the United Gate Championship (1 keer) – met Rich Swann[12]
  - CITIC Cup (2014)[17]
  - Evolve Tag Team Championship Tournament (2016) – met Drew Galloway[18]
- International Wrestling Cartel
  - IWC Super Indy Championship (1 keer)[12]
  - IWC Tag Team Championship (1 keer) – Michael Facade[12]
- Legacy Wrestling
  - Legacy Championship (1 keer)[12]
- Pro Wrestling Illustrated
  - Feud of the Year (2018) vs. Tommaso Ciampa[19]
  - Feud of the Year (2019) vs. Adam Cole[20]
  - Gerangschikt op nummer 6 van de top 500 singles worstelaars in de PWI 500 in 2019[21]
- Pro Wrestling Ohio/Prime Wrestling
  - PWO/Prime Heavyweight Championship (3 keer)[12]
- Smash Wrestling
  - Smash Wrestling Championship (1 keer)[12]
- Sports Illustrated
  - Gerangschikt op nummer 9 van de 10 Best Male Wrestlers van 2018 (gelijk aan Tommaso Ciampa)
- Wrestling Cares Association
  - Race for the Ring Tournament (2014)[18]
- Wrestling Observer Newsletter
  - Feud of the Year (2018) vs. Tommaso Ciampa[19]
  - Feud of the Year (2019) vs. Adam Cole[20]
- WWE
  - NXT Championship (1 keer)[12]
  - NXT North American Championship (3 keer)[12]
  - NXT Tag Team Championship (1 keer) – met Tommaso Ciampa[12]
  - Eerste NXT Triple Crown Champion[12]
  - NXT Year-End Award (5 keer)
    - Match of the Year (2016) – met Tommaso Ciampa vs. The Revival (Dash Wilder & Scott Dawson) in een 2-out-of-3 falls match voor het NXT Tag Team Championship bij het evenement NXT TakeOver: Toronto
    - Match of the Year (2018) – vs. Andrade Cien Almas voor het NXT Championship bij het evenement NXT TakeOver: Philadelphia
    - Match of the Year (2019) – vs. Adam Cole in a 2-out-of-3 falls match voor het vacante NXT Championship bij het evenement NXT TakeOver: New York
    - Rivalry of the Year (2018) vs. Tommaso Ciampa
    - Rivalry of the Year (2019) vs. Adam Cole